# Grünbach (Gemeinde Gunskirchen)
Grünbach ist eine Katastralgemeinde und eine Ortschaft der Marktgemeinde Gunskirchen im oberösterreichischen Bezirk Wels-Land.

## Geographie
Grünbach liegt zwischen dem Hausruckrücken und dem Alpenvorland im oberösterreichischen Zentralraum. Grünbach befindet sich 5 Kilometer westlich der Stadt Wels und 3 Kilometer östlich von Gunskirchen auf einer Seehöhe von 345 Metern. Die Katastralgemeinde setzt sich aus dem nordöstlichen Teil der Gemeinde zusammen und umfasst eine Fläche von 7 km². Die Ausdehnung von Nord nach Süd beträgt 5,1 km und von Ost nach West 2,3 km.

## Einwohnerentwicklung und Bevölkerung
Die Ortschaft hatte 1990 186 Einwohner, 2001 bereits 189.

## Ortsteile
Zur Katastralgemeinde Grünbach gehören die Ortschaften Aichberg, Bichlwimm, Fernreith, Grünbach, Hof, Riethal, Straßern und Vitzing. Jedoch befindet sich nur der nördliche Teil der Ortschaft Grünbach auf dem Gebiet der Katastralgemeinde. Der südliche Teil liegt auf dem Gebiet der Katastralgemeinde Straß.